# 심의환
심의환(沈宜渙, 1924년 ~ 1979년 10월 22일)은 대한민국의 총무처 장관이었다. 1979년 간암으로 별세 직전 박정희 대통령에게 편지를 보냈고, 박정희가 1979년 10월 25일 심의환 장관의 부인에게 위로 편지를 보낸 것이 박정희 생전 마지막 편지가 되었다.

## 생애
- 1954년 : 제6회 고등고시 행정과 합격[3]
- 1955년 : 상공부(商工部) 행정사무관[3]
- 1962년 ~ 1965년 : 상공부(商工部) 중소기업과장, 상공(商工)과장, 상정(商政)과장[2][4]
- 1965년 : 상공부(商工部) 공업연구소 수출검사부장[4]
- 1966년 : 상공부(商工部) 상역(商易)국장[2]
- 1970년 1월 8일 : 상공부(商工部) 상역(商易)차관보[5]
- 1971년 11월 11일 : 상공부(商工部) 광공(鑛工)차관보[6]
- 1972년 8월 3일 : 제23대 상공부 차관[7]
- 1977년 12월 20일 ~ 1979년 10월 22일 : 제16대 총무처 장관
- 1979년 10월 22일 : 서울특별시 성북구 자택에서 지병(간암)으로 별세[2]
- 1979년 10월 24일 : 영결식이 총무처장으로 거행되었다. (영결식 장소는 중앙청 광장)[8]

## 학력
- 일본 오사카공업학교 졸업[9]
- 1953년 경북대학교 법정대학 정치학과 학사[3][4]
- 1955년 경북대학교 대학원 정치학 석사[4]

## 업적
- 상공부 차관 때에는, 1977년 대한민국 100억불 수출을 달성시킨 대한민국 경제발전사의 주역이었다.[9][10][11]
- 총무처 장관 때에는, 공무원 인사행정과 조직관리 및 공무원 후생 복지 제도를 획기적으로 발전시켰다.[9]

## 평가
행정고시 합격 이후, 상공부 행정사무관에서부터, 상공부 상공과장, 상공부 상역국장, 상공부 상역차관보, 상공부 광공차관보, 상공부 차관에 이르기까지 상공부(商工部)의 거의 모든 요직을 거쳤다. 특히, 상공부에서만 23년간을 재직하였는데, 상공부 차관을 5년 5개월 동안 재직하여, 최장수(最長壽) 차관 기록을 세웠다. 카랑카랑한 목소리로 업무 설명을 할 때에는 마치 신들린 사람처럼 거침이 없을 정도로 브리핑을 잘 했다. 또한, 업무추진이 빈틈없고 치밀하였다. 이러한 장점들 때문에, 1977년 대한민국 100억불 수출을 달성시킨 주역이 될 수 있었다.

## 상훈
- 녹조소성훈장[9]
- 홍조소성훈장[9]
- 황조근정훈장[9]
- 청조근정훈장(1등근정훈장, 근정훈장 1등급) : 1979년 10월 24일 영결식에서 추서됨.[8][9][13][14]

## 별칭
- 청송택(靑松宅) : 경북 청송(靑松) 출신으로, 평소 술을 좋아하고, 소박한 몸가짐으로 [청송택(靑松宅)]이라는 별칭이 붙었다.[3]

## 묘소
- 경기도 광주시 퇴촌면 우산리에 묘소가 위치해 있다.[8][9]

## 같이 보기
| - 심원부 - 심성택 - 심우영 - 심상명 - 심재륜 - 심재철 - 심우정 - 심흥선 - 심대평 - 심명필 - 심완구 | - 심종섭 - 심재홍 - 심상대 - 심재덕 - 심기섭 - 심의조 - 심영섭 - 심창유 - 심보균 - 심명보 - 심창구 |